# دانتوماديل
دانتوماديل Dantumadiel  بلدية تقع في مقاطعة فرايزلاند شمال هولندا.

## طوبوغرافيا
خريطة طوبوغرافية هولندية لبلدية دانتوماديل، يونيو 2015، (تقرأ بعد ثلاث نقرات على الخريطة)